# Ola Lasson
Ola Lasson (i riksdagen kallad Lasson i Hoby), född 23 juni 1818 i Östra Hoby församling, Kristianstads län, död där 17 augusti 1889, var en svensk hemmansägare och riksdagspolitiker.
Lasson var hemmansägare i Östra Hoby. Han företrädde bondeståndet i Ingelstads och Järrestads härader vid ståndsriksdagen 1865–1866. Han var 1867-72 även ledamot av andra kammaren invald av Ingelstads och Järrestads domsagas valkrets.